# 鋼索線 (京福電氣鐵道)
鋼索線（日语：／ Kōsaku sen */?）是京福電氣鐵道擁有的地面缆车。路線連接京都府京都市左京區的纜索八瀨站至纜索比叡站。路線通稱叡山纜車（日语：／）。與叡山電鐵叡山本線和叡山索道形成了京都市內前往比叡山山頂的路線。路線高低差為561米，成為日本地面缆车中高低差最大的路線。

## 路線數據
- 路線距離（營業距離）：1.3公里
- 軌距：1067毫米
- 車站數目：2個（包括起終點站）
- 最大坡度：530‰（約27°55′）
- 最小坡度：215‰
- 平均坡度：413‰
- 高低差：561米

## 運行形態
平日每20至30分鐘一班，乘車時間為9分鐘。星期六及假日，以及多客時期會增加班次。
在2006年12月起，此路線與叡山索道會在冬季期間（每年12月初至春分之日）會暫停服務。但是，1月1日至3日的正月三日，為了運送前往延曆寺的初詣客（新年初拜乘客），會特別安排服務（但是曾經在2014年由於進行維修工程而在正月不提供服務）。差不多同一期間，比叡山Drive巴士也會暫停服務，因此在暫停服務期間內前往比叡山的交通工具，需要使用靠近大津一方的坂本纜車，該路線全年營業。

## 車輛
路線上設有2辆客運專用Ge形缆車 (1, 2) 。在1987年由武庫川車輛工業製造。另外也設有一辆货运缆车（101）。

### Ge型規格
- 空車重量 11.24 噸
- 載客量 136人（座位數目34個，最多可乘載137人）
- 長度12000毫米，寬度2780毫米，高度3630

### 過去的車輛
- 1・2（第一代） - 在路線啟用時製造的車輛，由瑞士西奧多貝爾生產底盤，車身由日本車輛製造製造。同時也製造了3、4，作為後備車輛，後來改造為1、2（第二代）。
- 3、4  -  與1、2（第一代）一樣，由瑞士西奧多貝爾生產底盤，車身由日本車輛製造製造。在戰時改造為貨運車輛。後來把設備撤走了，也不再使用。
- 1、2（第二代）- 使用了1、2（第一代）底盤。在1955年退役。
- 1、2（第三代）- 在1955年由日立製作所製造

## 歷史
- 1922年（大正11年）11月8日 獲得鐵道許可狀（愛宕郡八瀨村字青良谷-同郡同村四明嶽之間）[2]
- 1925年（大正14年）12月20日 京都電燈的叡山電氣鐵道部開設鋼索線，行走於西塔橋（現時：纜索八瀨）至四明嶽（現時：纜索比叡）之間[3]。
- 1942年（昭和17年）3月2日 分拆公司，轉讓給京福電氣鐵道[4]。
- 1944年（昭和19年） 路線暫停營業。
- 1946年（昭和21年） 路線重開。
- 1965年（昭和40年）8月1日 西塔橋站改名為纜索八瀨遊園站，四明嶽站改名為纜索比叡站。
- 2002年（平成14年）3月10日 纜索八瀨遊園站改名為纜索八瀨站。

## 車站列表
- 全部車站位於京都府京都市左京區。

| 中文站名 | 日文站名 | 英文站名 | 營業 距離 | 接續路線                              |
| -------- | -------- | -------- | --------- | ------------------------------------- |
| 纜索八瀨 |          |          | 0.0       | 叡山電鐵： 叡山本線（八瀨比叡山口站） |
| 纜索比叡 |          |          | 1.3       | 京福電氣鐵道：叡山索道（索道比叡站）  |

## 注腳
1. ↑  . 京福電気鉄道.   [2021-05-18]. （原始内容存档于2021-10-26） （日语）.
2. ↑  「鉄道免許状下付」《官報》1922年11月11日（國立國會圖書館數碼化收藏）
3. ↑  「地方鉄道運輸開始」《官報》1925年12月26日（國立國會圖書館數碼化收藏）
4. ↑  2月10日許可「鉄道譲渡許可」《官報》1942年2月17日（國立國會圖書館數碼化收藏）

## 外部連結
- 叡山纜車、索道 （页面存档备份，存于）（日語） - 京福電氣鐵道